# 楽園 Le Paradis
『楽園 Le Paradis』（らくえん ル パラディ）は、白泉社の漫画誌。2009年10月28日創刊。2月・6月・10月の年3回発売。2025年6月現在、48号まで発刊。

## 概要
「恋愛系コミック最先端」「恋愛欲を刺激する」がテーマのアンソロジーコミック。掲載作品はすべて描き下ろし。
そのほか、Webサイトで不定期に「WEB増刊」として、参加作家らの描き下ろし作品を無料公開する。
編集長の飯田孝によれば、企画当初のイメージは「『FEEL YOUNG』の青年誌版」「恋愛が主体かつ、男性読者にもしっかり届くような作家を集めた本」。
参加作家は、中村明日美子、水谷フーカ、鶴田謙二、沙村広明、宇仁田ゆみ、木尾士目、蒼樹うめ、シギサワカヤ、二宮ひかる、犬上すくね、かずまこを、黒咲練導、竹宮ジン、仙石寛子、あさりよしとお、平方イコルスン、panpanya、位置原光Z、幾花にいろ、速水螺旋人など。表紙は毎号、シギサワカヤが担当している。
蒼樹うめが「ターゲットは人間」と言い表すほど幅広い読者層を射程に入れる。

## 楽園コミックス
※ 掲載された作品は「楽園コミックス」として白泉社から刊行されている。 巻数が多いため、伸縮型のメニューとして掲載する。